# Цец, Янош
Янош Цец (Оганес Цециан)(венг. János Czetz; 8 июня 1822, Австрийская империя — 6 сентября 1904, Буэнос-Айрес) — венгерский военачальник, командующий армией Трансильвании во время революции 1848—1849 годов в Венгрии. Основатель первой Национальный военной академии Аргентины. Топограф.

## Биография
Родился в Венгрии в семье, имеющей армянское происхождение. Сын офицера гусарского полка. Окончил престижную Терезианскую академию. С 1842 году служил поручиком в австрийском пехотном полку.
С 1846 года — в Венском картографическом институте Генерального штаба, в 1848 г. — в военном министерстве Австрийской империи.
Активный участник Весны народов. С августа 1848 в чине поручика сражался в рядах пехотного полка повстанцев. С 1 октября служил в штабе Национального комитета обороны.
По приказу Л. Кошута был назначен и служил начальником штаба главнокомандующего войск венгерской революции 1848 года Юзефа Бэма. В мае 1849 года назначен командующий армией Трансильвании, в составе которой участвовал в боях против войск Австро-Венгрии и царской России. Будучи на этом посту, провёл ряд мероприятий по реорганизации и совершенствованию венгерской армии. Получил ранение ноги.
После поражения, был заочно приговорён к смертной казни в Венгрии (1849). Находился на нелегальном положении, до весны 1850 года скрывался у друзей, затем бежал в Германию. Через Гамбург добрался до Англии.
Опубликовал в Гамбурге свои мемуары о кампании Бема в Трансильвании в 1848—1849 годы («Bems Feldzug in Siebenb ür gen» (Гамбург, 1850)). В 1853—1855 г. жил в Париже. Переехал в Италию и воевал в армии Гарибальди. Позже жил в Испании, Португалии, а с 1861 года с семьей переехал в Аргентину. Работал инструктором в армии.
Создал там первую современную серию карт официальных границ Аргентины с Бразилией и Парагваем. В начале Парагвайской войны был произведен в полковники.
В 1866 г. он разработал проект железнодорожной линии между Санта-Фе и Эсперанса. Исследовал трассу будущей дороги из Санта-Фе вдоль из р. Рио-Дульсе (река, впадает в Мар-Чикиту) в Сантьяго-дель-Эстеро. Укрепил несколько фортов в районе нынешнего г. Хенераль-Вильегас.
С 1870 года — один из главных организаторов и первый директор Национального Военного колледжа, предшественника Национальный военной академии Аргентины, ставшей позже одной из самых передовых военных академий за пределами Европы. Благодаря его организаторским и педагогическим способностям и его совместным с правительством Аргентины действиям в отношении подготовки военных кадров, удалось создать одну из самых современных армий в Латинской Америке.
С 1875 г. служил начальником службы топографии провинции Энтре-Риос. Спроектировал кадастровые и топографические карты всей провинции, в первую очередь, неисследованных зон. Он также преподавал в Высшей национальной школе Уругвая.
Издал «Трактат о постоянных и временных укреплениях». Автор книги «Военная география Республики Аргентина» (1885).
Похоронен на кладбище Реколета в Буэнос-Айресе.